# Чатурдаши

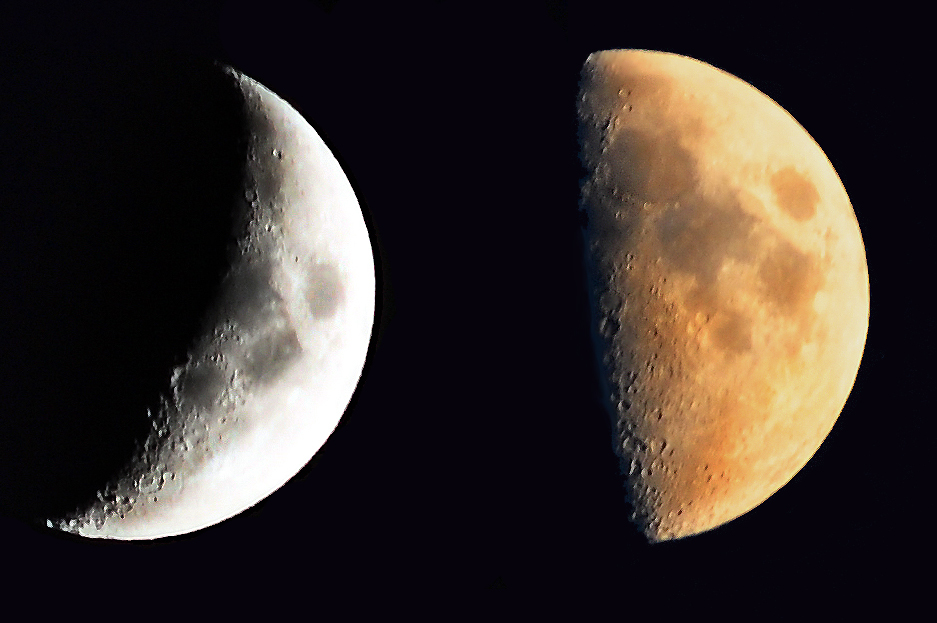
Две фазы луны

Чату́рдаши (санскр. चतुर्दशी, IAST: Caturdaśī, рус. 14) — это 14-е титхи (лунный день) нарастающей или убывающей фазы луны
в индийском календаре. Этот день предшествует амавасье (новолуние) или пурниме (полнолуние). Имеет большое значение для бенгальцев, так как богиня Тара обратила внимание риши Васиштхи на этот титхи.
Этимология слова Чатурдаши: в переводе с санскрита означает 14, где Чатур означает 4 и Даши означает 10.
| Кришна пакша чатурдаши перед амавасьей (вид для северного полушария) | Шукла (гаура) пакша чатурдаши перед пурнимой (вид для северного полушария) |
| -------------------------------------------------------------------- | -------------------------------------------------------------------------- |
| 🌘                                                                   | 🌔                                                                         |

## Названия всех чатурдашей
| №  | Название             | Санскрит     | IAST                 |
| -- | -------------------- | ------------ | -------------------- |
| 1  | Пау́ша чату́рдаши      | पौसा चतुर्दशी     | Pausā caturdaśī      |
| 2  | Ма́гха чату́рдаши      | माघा चतुर्दशी     | Māghā caturdaśī      |
| 3  | Пхалгу́на чату́рдаши   | फाल्गुन चतुर्दशी   | Phālguna caturdaśī   |
| 4  | Ча́йтра чату́рдаши     | चैत्र चतुर्दशी    | Caitra caturdaśī     |
| 5  | Вайша́кха чату́рдаши   | वैशाख चतुर्दशी    | Vaiśākha caturdaśī   |
| 6  | Джье́штха чату́рдаши   | ज्येष्ठ चतुर्दशी   | Jyesthā caturdaśī    |
| 7  | Аша́дха чату́рдаши     | आषाढ चतुर्दशी    | Āṣāḍha caturdaśī     |
| 8  | Шра́вана чату́рдаши    | श्रावण चतुर्दशी   | Śrāvaṇa caturdaśī    |
| 9  | Бха́драпада́ чату́рдаши | भद्रपद चतुर्दशी  | Bhadrāpadā caturdaśī |
| 10 | Ашви́на чату́рдаши     | अश्विन चतुर्दशी   | Aśvina caturdaśī     |
| 11 | Ка́ртика чату́рдаши    | कार्तिक चतुर्दशी   | Kārtika caturdaśī    |
| 12 | А́грахая́на чату́рдаши  | अग्रहयान चतुर्दशी | Agrahayāna caturdaśī |

## Фестивали и праздники
| № | Название               | Дата                                                                       | Описание |
| - | ---------------------- | -------------------------------------------------------------------------- | --- |
| 1 | Нрисимха чатурдаши     | Празднуется на 14-й день шукла (гаура)-пакши месяца Вайшакха (Мадхусудана) | Нриси́мха чату́рдаши — день явления Господа Нрисимхи (Нарасимхи), аватара Всевышнего Господа Бога в форме получеловека-полульва с целью защитить своего преданного Прахлада махараджа. |
| 2 | Нарака чатурдаши       | Празднуется на 14-й день кришна-пакши месяца Ашвина (Викрама)              | Нарака Чатурдаши (также известный как Кали чаудас, Рооп чаудас, Чоти дива́ли или Нарака ниваран чатурдаши) — индуистский праздник, который является вторым днем пятидневного фестиваля Дивали. В индуистской литературе говорится, что демон-асура Наракасура был убит в этот день Кришной, Сатьябхамой и Кали.                                                                       |
| 3 | Магха бахула чатурдаши | Празднуется на 14-й день кришна-пакши месяца Магха (Говинда)               | Ма́хашивара́три («великая ночь Шивы») — индуистский праздник в честь бога Шивы. Это переходящий праздник. Праздник «Шиваратри» отмечается несколько раз в году, но этот считается самым главным, отчего носит приставку «маха» — великий, главный. |
| 4 | Ананта чатурдаши       | Празднуется на 14-й день шукла (гаура)-пакши месяца Бхадрапада (Хришикеша) | Ана́нта чату́рдаши, также известен как Анантападманабха врата или Ананта врата — в этот день владыка Шветадвипы (шестого космического континента, омываемого молочным морем Кшира) предстал в образе змея Шеши, который на своих бесчисленных головах держит все вселенные. Эти огромные сферы выглядят как семена горчицы на божественных головах Шеши-Наги.                          |
| 4 | Вайкунтха чатурдаши    | Празднуется на 14-й день шукла (гаура)-пакши месяца Картика (Дамодара)     | Вайку́нтха чату́рдаши — день почитания Шри Вишну и Шивы. В этот день Вишну совершил поклонение Махадеву и предложил 1000 лотосов, и Шива решил испытать Вишну, украв один цветок. Тогда не найдя этого цветка, Вишну предложил Шиве свой глаз. Махадева был очень впечатлён и даровал Вишну непобедимую сударшана чакру, которая стала одним из самых мощных и священных орудий Вишну. |
| 5 | Тара пуджа             | Празднуется на 14-й день шукла (гаура)-пакши месяца Ашвина (Падманабха)    | Тара пуджа — подношение богине Таре — «звезда» — в индуизме вторая из десяти Махавидий, тантрическая манифестация Махадеви, Кали или Парвати. |
| 6 | Холика дахан           | Празднуется на 14-й день шукла (гаура)-пакши месяца Пхалгуна (Говинда)     | Чахо́р нарапора или Хо́лика даха́н — первый день фестиваля Холи, в этот день зажигают костры, символизирующие сожжение Холики — конец зимы, гибель злых духов (аналог древнерусского праздника Масленица). |

## Термины и понятия
1. ↑  Ти́тхи (санскр. तिथि, IAST: tithi, др. вар. тхитхи) — это лунный день, или время, необходимое для увеличения продольного угла между Луной и Солнцем на 12° в ведическом времяисчислении.
2. ↑  Амава́сья (санскр. अमावस्या, IAST: Amāvasyā) — фаза Луны (новолуние), при которой её эклиптическая долгота такая же, как у Солнца.
3. ↑  Пурни́ма (санскр. पूर्णिमा, IAST: Pūrṇimā) — это слово полнолуние на санскрите.
4. 1 2  Пакша́ (санскр. पक्ष, IAST: Pakṣa) — двухнедельный лунный цикл. Кришна пакша - цикл убывающей луны до амавасьи. Шукла пакша - цикл прибывающей луны до пурнимы.
5. ↑  Международный алфавит транслитерации санскрита (IAST, International Alphabet of Sanskrit Transliteration) — система, являющаяся академическим стандартом для передачи санскрита средствами латинского алфавита с диакритическими знаками.
6. ↑  Пу́джа (санскр. पूजा, IAST: pūjā) — один из главных обрядов поклонения и почитания в индуизме. Обряд предполагает служение в различных формах, включая подношение пищи, воскуривание благовоний, омовение, исполнение танцев, священных гимнов и чтение мантр. В рамках каждой из сампрадай — богословско-философских традиций индуизма — разработаны собственные правила проведения пуджи.